# 硫化物
无机化学中，硫化物指电正性较强的金属或非金属与硫形成的一类化合物。大多数金属硫化物都可看作氢硫酸的盐。由于氢硫酸是二元弱酸，因此硫化物可分为酸式盐（HS−，氢硫化物）、正盐（S2−）和多硫化物（Sn2−）三类。
有机化学中，硫化物（英文：Sulfide）指含有二价硫的有机化合物。根据具体情况的不同，有机硫化物可包括：硫醚（R-S-R）、硫酚/硫醇（Ar/R-SH）、硫醛（R-CSH）、硫代羧酸（S取代羧基中的一个或两个O，如R-CO-SH、R-CS-OH、R-CS-SH）和二硫化物（R-S-S-R）等。参见有机硫化合物。

## 合成
无机硫化物通常可通过以下方法合成：
- 单质直接化合，例如：

C + 2S -1123~1223K→ CS2
- 硫酸盐或高价硫化物的还原，例如：

Na2SO4 + 4C -1373K→ Na2S + 4CO
In2S3 + 2H2 → In2S + 2H2S
- 溶液中或高温的复分解反应，例如：

FeCl2 + H2S → FeS↓ + 2HCl
3SiO2 + 2Al2S3 -1373K→ 3SiS2 + 2Al2O3
- 以硫代酸盐为原料制取，例如：

(NH4)2MoO4 + 4(NH4)2S + 4H2O → (NH4)2[MoS4] + 8NH3.H2O
(NH4)2[MoS4] + 2HCl —Δ→ MoS3 + H2S + 2NH4Cl
- 高价硫化物加热分解，例如：

MoS3 -△→ MoS2 + S

## 物理性质
| Al2S3 | 黄    | GeS  | 灰黑 | P4S5   | 亮黄 | CdS  | 黄    |
| Ga2S3 | 黄    | SnS2 | 黄   | P4S10  | 黄   | HgS  | 红/黑 |
| In2S3 | 黄/红 | SnS  | 棕黑 | As4S4  | 红   | MnS  | 绿/肉 |
| InS   | 酒红  | PbS  | 黑   | As4S6  | 黄   | MoS3 | 红棕  |
| Tl2S3 | 蓝黑  |      |      | As4S10 | 淡黄 | RuS2 | 灰蓝  |
| Tl2S  | 黑    |      |      | Sb2S3  | 橙红 | FeS2 | 黄    |
|       |       |      |      | Bi2S3  | 棕黑 |      |       |

硫化物大多含有鲜艳的颜色，见右表。 除此之外，MoS2、Re2S7、FeS、CoS2、NiS、PtS2、Cu2S、CuS和Ag2S等过渡金属硫化物都是黑色的。
金属的酸式硫化物都可溶于水，但正盐中只有碱金属硫化物和硫化铵可溶。一般地讲，金属硫化物的溶解度可通过阳离子极化力（离子电荷数/离子半径，Z2/r）的大小来预测。阳离子极化能力的增强，将导致化合物共价性的增加，极性减小，因而溶解度也降低。

## 化学性质

### 水解
金属硫化物在水中都会发生不同程度的水解：
S2− + H2O → HS− + OH−
HS− + H2O ⇌ H2S + OH−
H2S的pKa分别约为：pKa1 = 6.89 和 pKa2 = 19±2， 因此金属硫化物溶液会呈不同程度的碱性，而碱金属的硫化物溶液的碱性更是可以与相应的氢氧化物匹敌。
S2−不能在水中存在，也无法在超高浓度的CsOH溶液中存在。

### 灼烧
灼烧硫化物矿物时可能发生两种反应：
1. 硫化物转化为相应的氧化物，硫则转化为二氧化硫。例如由方铅矿制取铅时有一步为：

2PbS + 3O2 → 2PbO + 2SO2
1. 硫化物被氧化为相应的可溶硫酸盐。

以上两步都是冶炼金属时，转化硫化物矿石的重要方法。

### 氧化
硫化物中-2价的硫具有还原性，视条件不同可被氧化为硫、亚硫酸盐和硫酸盐等。
S + 2e− = S2−; -0.407V

### 酸碱性
硫化物和相应的氧化物类似，其酸碱性随周期和族的变化也和氧化物的类似，但硫化物的碱性不如氧化物强。
| H2S | NaHS | Na2S | As2S3 | As2S5 | Na2S2 |
| H2O | NaOH | Na2O | As2O3 | As2O5 | Na2O2 |
|     | 碱性 | 碱性 | 两性  | 酸性  | 碱性  |

同周期元素最高氧化态硫化物从左到右酸性增强；同族元素相同氧化态的硫化物从上到下酸性减弱；同种元素的硫化物中，高氧化态的硫化物酸性更强。因此As2S5酸性强于Sb2S5，而Sb2S5的酸性则要强于SnS2和Sb2S3。

## 多硫化物
多硫化物是含有多硫离子Sn2−的化合物，n=2,3,4,5,6,...,9。多硫化物可由硫在硫化物溶液中煮沸制得，其溶液一般都为黄色，且颜色随n值的增加而加深。
多硫离子类似于过氧化物，具有氧化性，但不及过氧离子氧化性强：
S22− + 2e− = 2S2−; Eo = -0.476V
HO2− + H2O + 2e− = 3OH−; Eo = 0.87V
多硫化物酸化时即放出硫化氢和硫：
Sn2− + 2H+ → H2S + (n-1)S
多硫离子还可作配体。例如Na2Sn作用于(η5-C5H5)2TiCl2时，会生成含有TiS5环的配位化合物。

## 分析
点滴法
点滴法是鉴定S2−和HS−离子的灵敏方法，其步骤为：在点滴板上混合可溶硫化物的碱性溶液和1%的硝普酸钠Na2[Fe(CN)5NO]（亚硝基铁氰化钠）溶液，若试样中存在S2−离子则会出现不同深度的红紫色，灵敏度1：50000。其机理可能是[Fe(CN)5(NO)S]4−离子的生成。
除此之外，向点滴板中加入试液、浓盐酸、几颗对氨基二甲基苯胺晶体和0.1mol/L氯化铁溶液，若在2~3分钟后出现蓝色，也可证明硫离子的存在。机理是生成了蓝色的亚甲基蓝。

## 应用

### 在分析化学中的应用
硫化氢系统是传统且较广泛的分析阳离子的方法，主要依据各离子硫化物溶解度的显著差异，将常见的阳离子分成五组。
| 组试剂   | HCl             | 0.3 mol/L HCl, H2S 或 0.2~0.6 mol/L HCl TAA，加热 | 0.3 mol/L HCl, H2S 或 0.2~0.6 mol/L HCl TAA，加热 | NH3 + NH4Cl (NH4)2S 或 TAA，加热        | /                          |
| 组的名称 | I组 银组 盐酸组 | II组 铜 锡组 硫化氢组                             | II组 铜 锡组 硫化氢组                             | III组 铁组 硫化铵组                     | IV组 钙钠组 可溶组         |
| 组内离子 | Ag+ Hg22+ Pb2+  | II A Pb2+ Bi3+ Cu2+ Cd2+                          | II B Hg2+ As（III，V） Sb（III，V） Sn（II，IV）  | Al3+ Mn2+ Cr3+ Zn2+ Fe3+ Co2+ Fe2+ Ni2+ | Ba2+ K+ Ca2+ Na+ Mg2+ NH4+ |

由于H2S气体毒性大，且储存不便，故一般多以硫代乙酰胺（CH3CSNH2，TAA）水溶液作沉淀剂。
- 在酸性溶液中TAA水解产生H2S，可替代H2S：

CH3CSNH2 + H+ + 2H2O ⇌ CH3COOH + NH4+ + H2S↑
- 在氨性溶液中水解生成HS−，可替代(NH4)2S：

CH3CSNH2 + 2NH3 ⇌ CH3-C(-NH2)=NH + NH4+ + HS−
- 在碱性溶液中水解生成S2−，可替代Na2S：

CH3CSNH2 + 3OH− ⇌ CH3COO− + NH3 + H2O + S2−
硫化物的其他应用还有：
- 二硫化钼是有机合成中的催化剂。由于含硫有机化合物（如噻吩）会使普通氢化催化剂中毒，因此二硫化钼可用于催化含硫有机物质的加氢反应。
- 硫化镉可用于制作光电池。
- 硫化铅被用于制作红外感应器。
- 多硫化钙、多硫化钡和多硫化铵是杀菌剂和杀虫剂。
- 二硫化碳在工业上被用作溶剂。此外，二硫化碳也被用来制取四氯化碳，有机化学中则用二硫化碳来插入-C(=S)-S-基团。
- 硫化锌和硫化镉被用来制造荧光粉，高纯度的硫化镉是良好的半导体。
- 三硫化四磷用于制火柴和烟火。
- 十硫化四磷用于制杀虫剂、润滑油添加剂和浮选剂。
- 硫化钠被大量用于硫化染料的制造、有机药物和纸浆的生产等。
- 硫化钙和硫化钡被用来制造发光漆。

另外，有色金属硫化物的互熔体也被称为锍，是铜、镍等冶炼过程中的中间产品。锍中含有贵重金属。